# غاري مكدونالد (ممثل)
غاري مكدونالد (بالإنجليزية: Gary McDonald)‏ هو ممثل بريطاني، ولد في 1961 بلندن في المملكة المتحدة.

## أعمال

### أفلام
- (1996) أسرار وأكاذيب[4]
- (2007) حتى الموت

## وصلات خارجية
- غاري مكدونالد على موقع IMDb (الإنجليزية)
- غاري مكدونالد على موقع ألو سيني (الفرنسية)
- غاري مكدونالد على موقع أول موفي (الإنجليزية)
- غاري مكدونالد على موقع قاعدة بيانات الأفلام السويدية (السويدية)
- غاري مكدونالد على موقع قاعدة بيانات الفيلم (الإنجليزية)
- غاري مكدونالد على موقع كينوبويسك (الروسية)